# Helmut Bruno Heinze
Helmut Bruno Heinze (* 15. Oktober 1937 in Röhrsdorf, Grenzmark Posen-Westpreußen; † 14. Juli 2013 in Augsburg, Bayern) war ein deutscher Politiker (NPD).
Heinze wurde in Röhrsdorf, dem heutigen Osowa Sień, geboren. 1945 wurde er aus Polen vertrieben und im darauffolgenden Jahr mit seiner Familie in Straubing in Niederbayern angesiedelt.
1955 trat er in die Bayerische Bereitschaftspolizei bei der 7. Hundertschaft in Eichstätt ein, 1961 wurde er zum Polizeihauptwachtmeister befördert, 1964 zum Polizeimeister. 1990 ging er aus gesundheitlichen Gründen als Polizeihauptkommissar in Ruhestand.
Der NPD trat er 1965 bei, für die er als Fraktionsgeschäftsführer von 1966 bis 1970 im Bayerischen Landtag saß. Zu seinen Parteiämtern zählte das Amt des Kreisvorsitzenden, das des stellvertretenden Bezirksvorsitzenden sowie die Tätigkeit im Landesvorstand.